# Cruzada Prussiana
A Cruzada Prussiana foi uma série de campanhas dos cruzados do Catolicismo Romano, no século XIII, primeiramente conduzido pelos Cavaleiros Teutônicos, para cristianizar os pagãos da Prússia. Convidados, depois de expedições malsucedidas enviadas por príncipes poloneses contra os prussianos, os Cavaleiros Teutônicos começaram campanhas contra os Bálticos, em 1230. No final do século, tendo suportado várias insurreições prussianas, os Cavaleiros tinham estabelecido controle sobre a Prússia e tinham administrado os prussianos por seu estado monástico.

Tribos bálticas e os prussianos, em 1200